# 符阳街道
符阳街道，曾先後为城關鎮與合江镇，是中华人民共和国四川省泸州市合江县下辖的一个乡镇级行政单位。2019年12月，撤销合江镇，设立符阳街道，将原合江镇马街社区1至7组、百花亭社区、桂圆林社区、义园街社区、枣林桥社区、建设路社区、菜坝社区、桥凼社区、槽房村、三块石村、魏家祠村、贯湾村、大同村、桥凼村、大水河村、会青山村、山顶上村、天井村、黄溪村和真龙镇聚宝村所属行政区域划归符阳街道管辖。

## 行政区划
符阳街道下辖以下地区：
马街社区、百花亭社区、建设路社区、枣林桥社区、菜坝社区、桥凼村、山顶上村、三块石村、柳马埂村、柿子田村、龙潭村、魏家祠村、明家坝村、石堰村、果园村、槽房村、金银村、大水河村、大同村、贯湾村、天井村、黄溪村和会青山村。